# Camping sauvage
Pour les articles homonymes, voir Camping sauvage (homonymie).

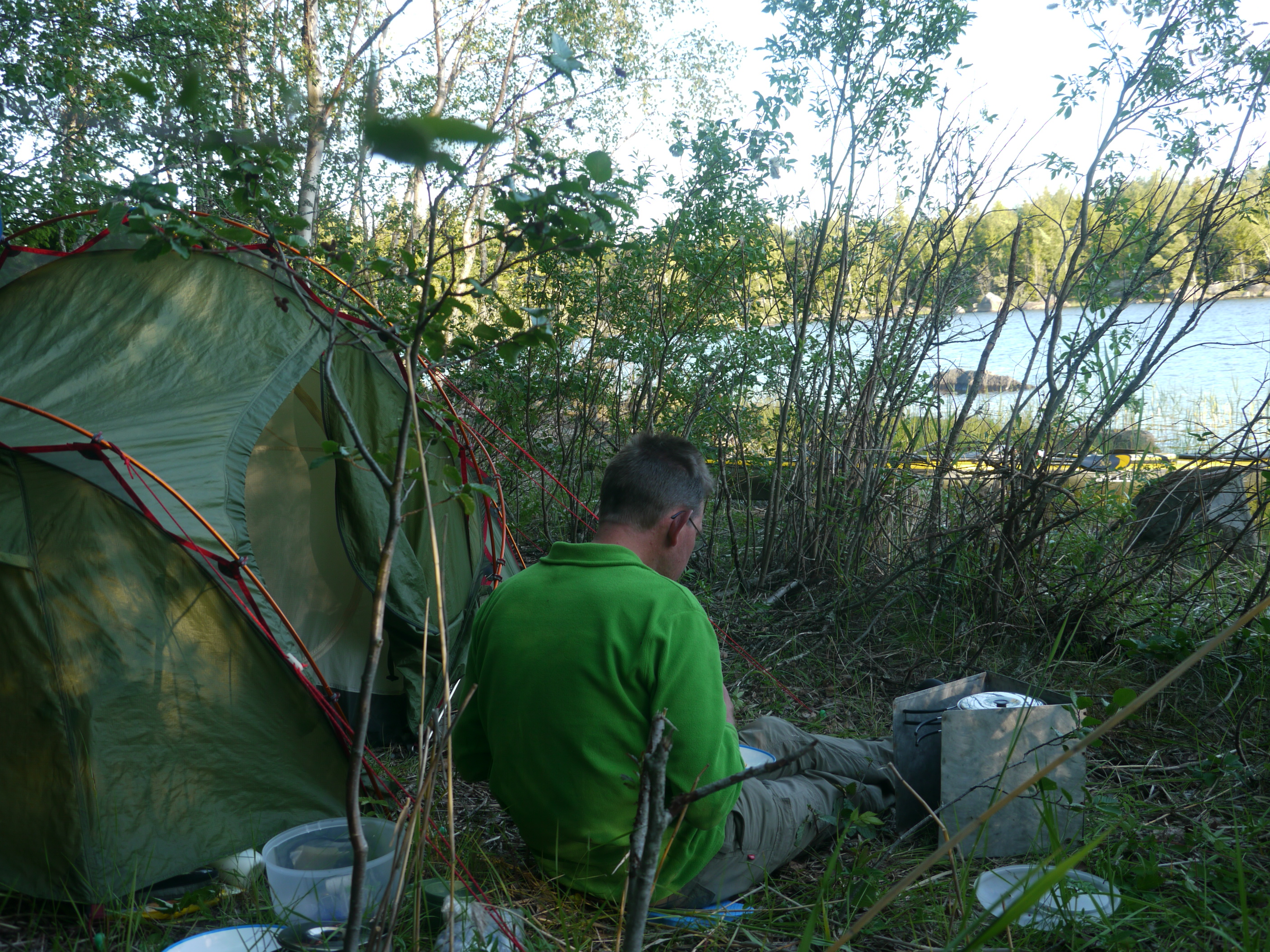
Camping sauvage au bord d'un lac en Finlande.

Le camping sauvage est une forme de camping pratiqué en pleine nature, dans un lieu qui n'est pas aménagé, qui inclut le bivouac, du coucher au lever du soleil, pratique courante des randonneurs et des alpinistes.
Suivant les réglementations locales ou nationales, camper en milieu sauvage peut être un droit protégé (droit d'accès à la nature), autorisé sous conditions, limité au bivouac ou encore interdit.

## Histoire
En France, lorsque le Front populaire crée par la loi de juin 1936 les premiers congés payés en France, apparaissent les premiers arrêtés préfectoraux sur la pratique du camping sur la Côte d’Azur, où elle se développe en famille, souvent sans terrains dédiés. Une vingtaine d'associations françaises se fédèrent en créant le 16 mai 1938  l'Union française des associations de camping, qui oeuvre à unifier les « autorisations de camper » délivrées jusque là au cas par cas dans les forêts domaniales, par les Eaux et Forêts, en créant une « licence », sous forme de timbre apposé sur la carte de club.  Raymond Trigano, épicier à Montreuil-sous-Bois, crée avec son fils aîné Edgard une entreprise de toiles de bâche en 1935 puis oriente sa production vers les toiles de tente,.
Un « Code du camping » est rédigé en 1939 après une plainte d'hôteliers du Var contre des campeurs en 1937, dans un contexte de concurrence entre hôtellerie et campings. Mais il ne sera formalisé que dans les années 1950. Le surnombre de campeurs oblige l’État à un décret de 1959 pour limiter le camping sauvage. C'est seulement dans les années 1970 qu'une multitude de campings se créé pour répondre aux besoins.
Dans les années 60, des mini-barrages sont installés l'été sur de cours de rivières, y compris en Lorraine, région moins connue pour le tourisme, afin de créer des lieux de baignades qui deviennent des « p’tit Saint-Tropez », le long desquelles se développe le camping sauvage, donnant l'idée aux municipalités d'installer des toilettes pour les vacanciers qui font du camping sauvage, puis de créer des terrains aménagés lors de la décennie suivante. Dans la Bretagne des années 1960, "les rares campings existants sont mal adaptés", face à une "affluence nouvelle". 
Le phénomène n'est pas seulement français. En Europe, le Centre de sociologie européenne estimait dans une étude de 1963 que le "camping libre" était d’une importance "trois fois supérieure" à celle des terrains aménagés. Dans les années 1960, environ 30% des campeurs sauvages présents sur le littoral étaient des petits patrons ou des cadres ayant a priori un pouvoir d’achat conséquent mais les ouvriers et les employés constituaient les deux tiers des campeurs.
Dans l'Hérault, le maire communiste de Sète Pierre Arraut "navigue à contre-courant" du bétonnage choisi les grandes stations balnéaires proches, La Grande-Motte et le Cap d'Agde: sa ville "privilégie la classe ouvrière" et compte pas moins de sept terrains de camping au début des années 60, mais sans empêcher le boom du camping sauvage de continuer, avec "20 000 campeurs sauvages" dans les dunes avoisinantes en 1965. Un reportage de l'ORTF diffusé le 2 septembre 1966, évoque la pratique du camping sauvage devenant courante aux abords de Sète, les campeurs  "recherchant la proximité immédiate de la plage", sur fond de nombre insuffisant de campings « autorisés », la ville de Sète réclamant que la plage lui soit concédée, pour l'aménager: 25000 campeurs sauvages ont ainsi passé leurs vacances d'été entre Agde et Sète sur douze kilomètres de plages. Plus généralement, dans les années 1970, le littoral français devient le lieu privilégié des Français pour l'implantation de plus de 90000 campeurs, qui ont installé de manière temporaire des habitats de plein air : caravanes, mobile homes et habitations légères de loisirs sur des parcelles agricoles ou naturelles, selon la thèse de France Poulain consacrée en 2003 au "camping-caravaning illégal sur parcelles privées". En 1979, dans le Pas-de-Calais, le camping sauvage se développe dans les dunes de Berck-Cucq ou de Sangatte, aux écosystèmes dunaires ou forestiers considérés comme "très fragiles" par les scientifiques, même si le danger le plus grave reste la bétonisation.
En août 1979, Le Monde observe en Camargue des tentes et caravanes sur 20 kilomètres de plage, comme un "Woodstock-sur-Mer", soit "40000 personnes entre sable et soleil, selon les comptages approximatifs faits d'avion", observe le 11 août 1979  Le Monde . Les pratiquants du camping sauvage se font moins nombreux aux Saintes-Maries-de-la-Mer après le Raz-de-marée de 1985, d'autant qu'il est interdit à partir de 1981, même s'il perdure au cours des années suivantes sur d'autres sites camarguais du littoral, après avoir atteint un pic de cinquante mille campeurs au cours de l'été 1980.

## Législations
Dans le cadre d'un droit plus général d'accès aux espaces naturels, certains pays admettent le droit de camper dans des espaces naturels, sans autorisation préalable du propriétaire. En Suède, c'est l'allemansrätt — droit coutumier ancien protégé par la Constitution depuis 1994 — qui fixe les modalités du droit de passage et de séjour sur les terres d'autrui. Ce droit coutumier est également en vigueur en Norvège, en Estonie et en Finlande. Certains pays, comme la Suisse ou la France, le réglementent de manière locale en le limitant à certaines zones ou en le restreignant au bivouac dans les parcs naturels. D'autres pays encore, généralement fortement urbanisés comme l'Allemagne, l'Autriche, le Danemark ou les Pays-Bas, adoptent une législation restrctive en interdisent le camping sauvage de manière générale.

### Croatie
Le camping sauvage, et même le bivouac sans équipement est interdit en Croatie, en vertu des articles 27 et 43 du texte de loi "Hospitality and catering industry act". Les infractions relevées font l'objet d'amendes pouvant aller de 150 à 1 000 €, et les contrevenants sont sommés de quitter les lieux immédiatement. Cette disposition s'explique pour plusieurs raisons. Premièrement, la pollution par des visiteurs, le risque des incendies, un taux élevé d'accidents dans ces endroits isolés quand des visiteurs ou touristes ne portent pas de trousse de secours ou ne savent décrire leur localisation aux docteurs de premiers secours. Le tourisme, et donc l'hébergement associé, est une source de revenu importante pour les habitants qui ont construit de nombreuses infrastructures prévues à cet effet. Par ailleurs, les conflits à l'intérieur du pays pendant la Guerre de Croatie ont laissé des zones minées ou potentiellement touchées par des bombes à sous munitions.

### France
En France, le bivouac "est une pratique courante des randonneurs et des alpinistes consistant à établir une tente en pleine nature et ce pour une seule nuit tandis que le camping sauvage se fait à l’aide d’un véhicule motorisé et avec campement sur plusieurs jours", selon Laurence Jégouzo, avocate en droit du tourisme et maîtresse de conférences à l’Université Panthéon-Sorbonne.
Hors terrains privés, ils sont autorisés partout où ils ne sont pas interdits, selon l'article l'article R*111-41 du décret n°2015-1783 du 28 décembre 2015. La France compte parcs naturels nationaux et 52 parcs naturels régionaux, dans la majorité desquels le camping sauvage est interdit, mais le bivouac souvent autorisé.
Les deux sont cependant interdits dans ces derniers:
- Parc national des Calanques
- Parc naturel régional de la Forêt d'Orient
- Parc naturel régional des Vosges du Nord
- Parc naturel régional des Marais du Cotentin et du Bessin
- Parc naturel régional du Vexin Français
- Parc naturel régional du Verdon
- Parc naturel régional des Monts d'Ardèche
- Parc naturel régional de Millevaches en Limousin
L'interdiction du camping sauvage sur le domaine public requiert un arrêté municipal, ce qui a pu être analysé comme contraire à la liberté de circulation, dont le droit à stationner figure comme un corollaire, selon le Conseil d'État qui a jugé recevable le recours d'un campeur contre un arrêté municipal interdisant le camping sur le territoire d'une commune (arrêt du 14 février 1958, Sieur ABISSET).
Le camping sauvage n'est pas interdit de manière globale, mais dans un ensemble de situations :
- dans les bois, forêts et parcs qui sont classés comme réserves naturelles ;
- sur les routes et voies publiques ;
- sur les rivages de la mer ;
- dans un rayon de 200 m autour d'un point d'eau capté pour la consommation ;
- dans un site classé ou inscrit dans les zones de protection du patrimoine de la nature et des sites ;
- dans le champ de visibilité des édifices classés au titre des monuments historiques ;
- dans certaines zones déterminées par les autorités municipales ou préfectorales[1].

Des panneaux réglementaires sont apposés aux points d'accès habituels des zones interdites.
Tout stationnement de plus de trois mois par an, hors terrains aménagés, que le terrain soit public ou privé, doit être autorisé par le maire, l'autorisation est donnée pour trois ans maximum.
La loi Besson favorise la création par les communes des terrains de stationnement pour les gens du voyage, victimes d'un code de l'urbanisme qui ne reconnaît qu'un seul mode d'habitat.
Le problème est le même que pour le stationnement des camping-cars, la ville de Béziers ayant traité les deux questions ensemble : camping-car et gens du voyage.

#### Cas du bivouac en zone naturelle
Dans les parcs naturels français, seul le bivouac est la plupart du temps autorisé et réglementé afin de ne pas pénaliser les activités de pleine nature (randonnée, chasse, escalade, photographie animalière, transhumance, canot-camping…). L'autorisation de bivouaquer permet en outre d'éviter les risques d'une circulation de nuit dans certaines zones naturelles, notamment en raison d'un événement météorologique imprévu, de la difficulté physique d'un randonneur/pratiquant d'escalade ou encore d'une élévation inopinée du niveau des eaux. La réglementation relative au bivouac porte sur les horaires autorisés, les distances par rapport aux sentiers ou entrées de parc et le matériel utilisé. Elle est toutefois propre à chaque parc naturel. Elle peut être mentionnée à l'entrée de ce dernier ou sur son site internet.
Les parcs nationaux et régionaux imposent généralement une plage horaire stricte, le plus souvent du coucher au lever du soleil, et limitent le bivouac aux abris légers comme des hamacs de randonnée ou des tentes légères (définies comme ne permettant pas la station debout). Ils interdisent explicitement la pratique des feux à même le sol voire l'utilisation de réchauds pour les régions méditerranéennes soumises au risque de feux de forêt.

### Suisse
Aucune loi fédérale n'interdit le camping sauvage en Suisse, hormis dans les réserves naturelles, comme les districts francs. En revanche, il existe des restrictions et interdictions émises par les autorités cantonales ou les communes. Lorsqu'il s'agit d'un terrain privé, le camping est au bon vouloir du propriétaire. Plus généralement, il convient de distinguer le bivouac, qui est permis, et le camping sauvage, moins permis.